# Jamile Samuel
Jamile Sara Samuel (Ámsterdam, 24 de abril de 1992) es una deportista neerlandesa que compite en atletismo, especialista en las carreras de velocidad.
En los Juegos Europeos de Cracovia 2023 consiguió una medalla de oro en el relevo 4 × 100 m.
Ganó cuatro medallas en el Campeonato Europeo de Atletismo entre los años 2012 y 2018, y una medalla de bronce en el Campeonato Europeo de Atletismo en Pista Cubierta de 2021.
Participó en tres Juegos Olímpicos de Verano, entre los años 2012 y 2020, ocupando el sexto lugar en Londres 2012, en la prueba de 4 × 100 m.

## Palmarés internacional
| Juegos Europeos                      | Juegos Europeos          | Juegos Europeos   | Juegos Europeos |
| Año                                  | Lugar                    | Medalla           | Prueba          |
| ------------------------------------ | ------------------------ | ----------------- | --------------- |
| 2023                                 | Chorzów (Polonia)        | Medalla de oro    | 4 × 100 m       |
| Campeonato Europeo                   |                          |                   |                 |
| Año                                  | Lugar                    | Medalla           | Prueba          |
| 2012                                 | Helsinki (Finlandia)     | Medalla de plata  | 4 × 100 m       |
| 2016                                 | Ámsterdam (Países Bajos) | Medalla de oro    | 4 × 100 m       |
| 2018                                 | Berlín (Alemania)        | Medalla de plata  | 4 × 100 m       |
| 2018                                 | Berlín (Alemania)        | Medalla de bronce | 200 m           |
| Campeonato Europeo en Pista Cubierta |                          |                   |                 |
| Año                                  | Lugar                    | Medalla           | Prueba          |
| 2021                                 | Toruń (Polonia)          | Medalla de bronce | 60 m            |